# فرانك ويليام لا رو
فرانك لا رو (بالإسبانية: Frank William La Rue)‏ (من مواليد 1952)، غواتيمالي خبير في قانون العمل وحقوق الإنسان، عمل كمقرر خاص للأمم المتحدة لتعزيز وحماية حق حرية التعبير عن الرأي، من أغسطس عام 2008 إلى أغسطس عام 2014. أسس السيد لا رو إلى جانب المحامين الأمريكيين لحقوق الإنسان، آنا غالاغر وويلي ماسون، مركز الإجراءات القانونية لحقوق الإنسان وشارك في تعزيز قضية حقوق الإنسان لأكثر من 25 عامًا. رُشح لجائزة نوبل للسلام لعام 2004 (لكنه لم يفز بها) من قبل ناشطة السلام من شمال أيرلندا والحائزة على جائزة نوبل في عام 1976، مايريد ماجواير. شغل السيد لا رو سابقًا منصب المدير التنفيذي لمنظمة روبرت إف. كينيدي لحقوق الإنسان في أوروبا. وهو يشغل حاليًا منصب مساعد المدير العام للاتصالات والمعلومات في اليونسكو.

## السيرة الذاتية
وُلد لا رو في السلفادور. كان مصابًا بالعمى القانوني منذ ولادته، لكنه التحق بجامعة سانت كارلوس في غواتيمالا وتخرج منها حاصلًا على شهادة في القانون. عمل لا رو مستشارًا قانونيًا في اتحاد العمال المركزي العام في غواتيمالا، وهو أكبر اتحاد عمالي في البلاد، من عام 1975 إلى عام 1980، وخلال هذه الفترة، أتيحت له فرصة الدفاع عن العديد من موظفي النقابات ورجال الدين وسط الحرب الأهلية المتفاقمة في البلاد. ونتيجةً لذلك، كان مهددًا بالقتل، وفي عام 1981 سعى لنفيه مع عائلته إلى الولايات المتحدة. خدم حتى عام 1989 كمحامٍ ومحلل سياسي للعديد من المنفيين السياسيين الغواتيماليين، منهم ريغوبيرتا مينتشو (الحائزة على جائزة نوبل للسلام في عام 1992)، وشارك في عام 1990 في تأسيس مركز الإجراءات القانونية لحقوق الإنسان. حصل لا رو على شهادة دراسات عليا في مجال السياسة الخارجية للولايات المتحدة من جامعة جونز هوبكينز في عام 1985.
دفعت الأزمة الدستورية الغواتيمالية لعام 1993، التي نشأت عن الانقلاب الذاتي للرئيس خورخي سيرانو، لا رو إلى العودة إلى بلاده في عام 1994، حيث أعاد تأسيس مركز الإجراءات القانونية لحقوق الإنسان في غواتيمالا. أصبح مركز الإجراءات القانونية لحقوق الإنسان أول منظمة غواتيمالية لا حكومية تحيل قضايا انتهاكات حقوق الإنسان إلى لجنة الدول الأمريكية لحقوق الإنسان. رفع لا رو أولى قضايا الإبادة الجماعية ضد الدكتاتوريين العسكريين الغواتيماليين السابقين عبر توجيه التهم ضد الجنرال فرناندو روميو لوكاس غارسيا في عام 2000، وضد الجنرال إفراين ريوس مونت في عام 2001؛ أدت هذه القضايا إلى تعرض مركز الإجراءات القانونية لحقوق الإنسان لعديد من التهديدات والهجمات.
أطلق لا رو مجلة أخبار حوارية (1998- 2004)؛ واستضاف العديد من البرامج الإذاعية في الولايات المتحدة وغواتيمالا حول موضوع الحقوق السياسية؛ وشارك في برنامج حقوق العمال المهاجرين بجامعة شيكاغو في عام 2002؛ شغل أيضًا منصب المفوض الرئاسي لحقوق الإنسان في غواتيمالا لدى الرئيس أوسكار بيرغر (2004- 2008)؛ وأصبح مستشارًا لوزير خارجية غواتيمالا في مجال حقوق الإنسان؛ ورئيسًا لمجلس إدارة ديموس (معهد أمريكا الوسطى لدراسة الديمقراطية الاشتراكية)؛ ومستشارًا لمكتب المفوضية السامية للأمم المتحدة لحقوق الإنسان.

## حرية التعبير
عيّن لا رو مقررًا خاصًا للأمم المتحدة فيما يتعلق بحرية التعبير في أغسطس عام 2008 حتى أغسطس عام 2014. وبهذه الصفة، مارس نفوذه بمراقبة الخلافات البارزة والقائمة حول الحريات المدنية، التي تضمنت دعم تقييد التراخيص الإعلامية في الأرجنتين لمواجهة معارضة المجموعات الإعلامية الكبرى في البلاد، وأشار في مايو عام 2011 إلى أن الوصول للإنترنت بسهولة ودون قيود هو حق أساسي من حقوق الإنسان. واستفاد من تجربته الشخصية في سن قوانين المعاهدة الدولية للمكفوفين.
نشر لا رو بعد ذلك تقريراً يوضح فيه أن المراقبة الحكومية تحد من حرية التعبير وأن المراقبة غير القانونية للاتصالات تعد انتهاكًا لحقوق الإنسان؛ قُدم هذا التقرير إلى المفوضية السامية للأمم المتحدة لحقوق الإنسان قبل يومين من نشر إدوارد سنودن برنامج المراقبة غير القانونية التابع لوكالة الأمن القومي في يونيو 2013. سُرقت عدة حواسيب ووثائق خاصة من مكتب المقرر الخاص في معهد ديموس في مدينة غواتيمالا في 31 يوليو ضمن ظروف غير واضحة حتى الآن.
في عام 2014، منحت مؤسسة الحدود الإلكترونية لا رو جائزة تقديراً لعمله في دعم حق حرية التعبير في جميع أنحاء العالم. بعد تعيينه كمقرر خاص، تعين لا رو عضوًا في المجلس الدولي لأمناء المادة 19، وهي الحملة العالمية لحرية التعبير في عام 2015.
أعطى لا رو محاضرات مكثفة في مجال خبرته، درّس ندوة حول قضية حرية التعبير في أكاديمية حقوق الإنسان والقانون البشري التابعة لكلية الحقوق في الجامعة الأمريكية في واشنطن بصفته أستاذًا زائرًا في صيف عام 2012. شغل لا رو منصب مساعد المدير العام لليونسكو، فعمل على دعم حق حرية التعبير، لا سيما قضايا حرية الصحافة.